# Maven Huffman
Maven Klint Huffman (Crimora, 26 november 1976) is een Amerikaans professioneel worstelaar. Hij was actief in het World Wrestling Entertainment (WWE) onder zijn ringnaam Maven.

## In worstelen
- Finishers
  - Halo DDT
  - Missile dropkick
  - M–Plosion

- Signature moves
  - Arm drag
  - Bulldog
  - Clothesline
  - Diving crossbody
  - Dropkick
  - Reverse Russian legsweep

- Managers
  - Al Snow
  - Nidia
  - Simon Dean

## Kampioenschappen en prestaties
- Pro Wrestling Illustrated
  - PWI Rookie of the Year (2002)

- World Wrestling Federation
  - WWF Hardcore Championship (3 keer)
  - WWF Tough Enough (co–winnaar met Nidia (Seizoen 1))